# زولت بيلاش
زولت بيلاش (بالمجرية: Balázs Zsolt)‏ هو لاعب كرة قدم مجري، ولد في 11 أغسطس 1988 في زالاجيرسيج في المجر. لعب مع زالايغيرزيغي تورنا إغيليت.

## وصلات خارجية
- زولت بيلاش على موقع قاعدة بيانات كرة القدم.إي يو (الإنجليزية)
- زولت بيلاش على موقع Soccerway.com (الإنجليزية)